# 아우구스트 빌리히

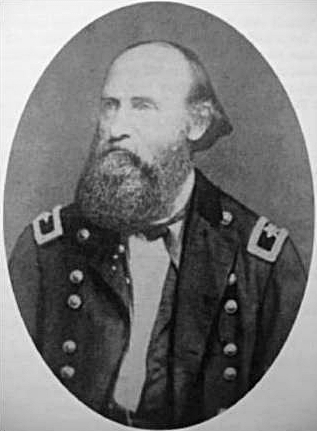

요한 아우구스트 에른스트 폰 빌리히(독일어: Johann August Ernst von Willich: 1810년 11월 19일-1878년 1월 22일)는 19세기 프로이센의 육군 군인이다. 초기 공산주의 운동에 심취하여 귀족 작위를 버리고 1848년 혁명에 참여했으며, 혁명이 실패로 돌아간 뒤 미국으로 이주해 미국 내전에서 북군의 장성으로서 싸웠다.
동프로이센 브라운스베르크에서 태어났다. 나폴레옹 전쟁에 검기병 대위로 종군했던 부친은:555 빌리히가 3살 때 죽었다. 빌리히는 형과 함께 먼 친척인 신학자 프리드리히 슐라이어마허의 집에 입양되었다. 빌리히는 포츠담과 베를린에서 군사교육을 받고 프로이센 육군에 입대해 제7(제1베스트팔렌)야포연대에서 복무했다. 1846년 공화주의자로 전향하면서 전역을 신청했다. 전역신청서를 낸 빌리히는 전역이 수리되는 대신 체포당해 군법회의에 넘겨졌다. 무죄를 선고받은 뒤에야 전역이 허락되었다. 제7야포연대에서는 빌리히 뿐 아니라 프리츠 아네케 등 다수의 공화주의 전향자가 발생했다.
빌리히는 공산주의자동맹에 가맹하여 카를 샤퍼와 함께 당내 좌파로 활동했다. 1848년 혁명이 일어나자 빌리히는 바덴 혁명에서 1개 자유군단을 지휘했다. 군복무 경험이 있던 프리드리히 엥겔스가 달려와 빌리히의 부관으로 종군했고, 그 밖에 프란츠 지겔, 프리드리히 헤커, 루이 블렌커, 카를 슈르츠 등이 빌리히와 함께 싸웠다. 혁명이 진압된 뒤 빌리히는 스위스를 거쳐 런던으로 망명했다. 잉글랜드에서 빌리히는 목공 일을 배워 생계를 유지했다. 1850년 공산주의자동맹이 분열하자 빌리히와 샤퍼는 마르크스 반대파의 수장이 되었다.
런던에서 빌리히는 프랑스 혁명가 에마뉘엘 바르텔레미와 알게 되었다. 빌헬름 리프크네히트의 회고에 따르면, 빌리히와 바르텔레미는 근시일내의 재혁명의 가능성을 부정하게 된 마르크스가 우경화했다고 판단하고 마르크스를 죽여 버리려는 음모를 꾸몄다. 빌리히는 마르크스를 공개적으로 모욕하여 그를 결투에 끌어내려 했으나 마르크스는 도발에 넘어가지 않았다. 대신 젊은 마르크스 추종자 콘라트 슈람이 빌리히에게 결투를 신청했다. 벨기에에서 바르텔레미가 참관인으로 참여해 피스톨 결투가 벌어졌고, 슈람은 총상을 입었으나 목숨은 건졌다. 이후 바르텔레미는 1855년 런던에서 자기 고용주를 쏴죽였다가 교수형에 처해졌다.
1853년 도미한 빌리히는 브루클린 해군공창에 취직했다가 수학을 비롯한 자연과학에 재능이 있음을 발견해서, 그 재주를 살려 해안선 측량 일을 하게 되었다. 1858년 신시내티로 이주하여 독일어 좌파 신문인 『독일인 공화주의자』(German Republican)의 주필이 되어 미국 내전이 발발한 1861년까지 계속 신문 일을 했다. 빌리히는 요한 베른하르트 슈탈로, 몬큐어 대니얼 콘웨이, 페터 카우프만 등과 함께 "오하이오 헤겔주의자"들이라고 불렸다.
1861년 내전이 발발하자 빌리히는 오하이오주의 독일계 이주민들을 모집해서 제9오하이오 보병대에 입대했다. 중위 계급을 받고 연대 부관으로 임용된 빌리히는 같은 해 8월 소령으로 승진했다. 웨스트버지니아에서 리치산 전투에 참전한 이후 겨울에는 오하이오강 계곡으로 돌아와 계속 신병을 모집했다. 오하이오 주지사 올리버 페리 모턴은 빌리히에게 대령 계급을 주고 제32인디애나 의용보병연대 연대장을 맡겼다.
1861년 12월, 켄터키 롤렛스테이션 전투에서 헨리 폰 트레브라 중령의 500명 규모의 분견대가 남군의 벤저민 프랭클린 테리 대령의 텍사스 레인저와 토머스 카마이클 힌드먼 소장의 보병대로 구성된 1,300 명 병력을 막아냈다. 이 전투로 제32의용보병대는 전국적인 명성을 얻게 되었다. 1862년 7월, 빌리히는 의용준장으로 승진하고 돈 카를로스 부엘 소장 밑에서 페리빌 전투에 종군했다. 스톤스강 전투에서 빌리히는 제14군단 제2사단 제1여단을 지휘하다 말이 총에 맞아 쓰러지면서 남군에 포로로 잡혔다. 빌리히는 리비 교도소에 수감되었다가 4개월 뒤 포로교환으로 풀려났다.:555 북군에 귀환한 빌리히는 제20군단 제2사단 제1여단 여단장으로 임명되었고, 툴라호마 전역에서 리버티 간격을 지켜내는 데 핵심적인 역할을 했다. 치카모가 전투에서는 사단장으로서 종군했고, 채터누가 전역에도 참여했다. 채터누가 공성전에서 빌리히는 미셔너리 능선 기슭을 청소하라는 명령만 받았음에도 능선 위로 올라가 전투를 벌여 남군을 궤주시킴으로써 북군이 조지아주를 침공할 수 있는 길을 열었다. 이 전투에서 제32의용보병대와 제6보병대가 가장 먼저 고지에 오르는 활약을 펼쳤다.
이후 제32의용보병대는 윌리엄 테쿰세 셔먼 대장을 따라 애틀랜타 전역에 종군했다. 제32보병연대는 애틀랜타가 함락되기 전에 후방으로 철수하여 테네시주 내슈빌을 거쳐 인디애나폴리스로 보내졌다. 도중에 남군 유격대를 소탕하는 임무를 맡아 3일간 전투를 치른 뒤 제32의용보병대는 인디애나폴리스에 도착했다. 당시 미국에 만연한 반독감정은 군부에서 특히 더 심했고, 이 때문에 제32의용보병대를 비롯한 독일인 단대들은 이후 전방에 투입되지 않았다. 챈슬러스빌 전투에서 패배한 조지프 후커 장군이 제11군단의 독일병들 때문에 졌다고 탓하고 『뉴욕 타임스』가 그 말을 받아 제11군단을 “네덜란드 겁쟁이들(Dutch cowards)”이라고 욕하자 독일계 병사들은 분개했다. 하지만 제11군단의 병력 12,000 명 가운데 7,000 명이 미국인이었고, 나머지 5,000 명 중에서도 독일인은 3분의 1밖에 되지 않았다. 오히려 독일인 병사들이 스톤월 잭슨의 공격을 가장 완강하게 버텨냈다. 한편, 빌리히는 레사카 전투에서 큰 부상을 입고 후송되었다. 빌리히는 종전 때까지 신시내티 주둔군 사령관을 비롯한 행정직을 맡았다. 1865년 10월 21일 빌리히는 의용소장으로 명예진급했고, 전역하여 민간인으로 돌아갔다.
종전 후 빌리히는 신시내티로 돌아가 공무원이 되었고, 해밀턴군 감사관 등 정무직을 맡았다. 신시내티 메인가 1419번지의 빌리히 생가가 아직 남아 있다.
1870년, 빌리히는 고국 독일로 돌아가 보불전쟁에 프로이센군으로 입대해 종군하겠다고 신청했다. 그러나 고령과 공산주의 성향을 이유로 거부당했다. 그럼에도 빌리히는 한동안 독일에 머무르면서 60세의 나이로 베를린 대학교 철학 학사 학위를 받았다.:555 미국으로 돌아간 빌리히는 오하이오주 오글레이즈군 세인트메리스시에서 죽어 거기 묻혔다.
런던 시절 빌리히와 갈라졌던 마르크스는 빌리히를 의지주의적 관념론자로 생각해서 여생에 걸쳐 혹평했다. 요제프 바이데마이어를 통해 빌리히의 근황을 전해들은 마르크스는 『쾰른 공산주의자 재판의 진상』에서 “북미 내전에서 빌리히는 망상가보다 더한 모습을 보여주었다(In the Civil War in North America, Willich showed that he is more than a visionary)”고 썼다. 하지만 이에 대해 빌리히는 노동자들의 이민으로 세워진 나라 미국에 어울리는 정치형태로서 노동자 공화국 건설을 추진하기 위해 실천적인 노력을 거듭한 것이라는 반론도 있다.